# ماردر (خودرو جنگی پیاده‌نظام)
ماردر (به آلمانی: Marder) -به معنی سمور- نوعی خودرو جنگی پیاده‌نظام طراحی و ساختِ آلمان است که از سال ۱۹۷۱ تاکنون زره‌پوش اصلی پیاده‌نظام مکانیزه ارتش آلمان است و از سال ۲۰۱۰ جایگزینی آن با زره‌پوش پوما آغاز شده‌است.
ماردر از طراحی ساده و متعارفی بهره می‌برد و ثابت کرد که زره‌پوش موفق و قابل اطمینانی است. موتور خودرو در قسمت جلو قرار گرفته و قسمت حمل سربازان در قسمت عقب قرار داشت که ورورد و خروج آن‌ها از در پشتی صورت می‌گرفت. این زره‌پوش سه نفر خدمه (راننده، فرمانده و توپچی) داشته و گنجایش حمل هفت سرباز را داشت که در مدل‌های جدیدتر به ۶ نفر کاهش یافته‌است.
سلاح اصلی این زره‌پوش یک توپ مسلسل ۲۰ میلی‌متری ساخت رین‌متال است که در برجک کوچک و دونفره خودرو قرار گرفته‌است و یک تیربار هم‌محور ام‌ژ۳ نیز در کنار آن نسب شده‌است. برجک توانایی چرخش ۳۶۰ درجه در ۶ ثانیه و جابجایی بین -۱۷ و +۶۵ درجه را دارد. معمولاً ۱۲۵۰ گلوله برای توپ ۲۰ م‌م و ۵۰۰۰ فشنگ برای مسلسل ام‌ژ۳ در خودرو حمل می‌شود. در مدل‌های جدیدتر یک پرتابگر موشک ضدتانک میلان نیز به برجک چسبیده و معمولاً ۶ موشک برای آن حمل می‌شود. چهار دریچه شلیک در کوپه سربازان قرار گرفته تا با سلاح‌های شخصی خود به سوی پیاده‌نظام دشمن شلیک کنند اما در مدل‌های جدیدتر برای نصب زره اضافی این دریچه‌های برداشته شده‌اند. شش پرتابگر نارنجک دودزا نیز برای ایجاد پردهٔ دود نیز در برجک نصب شده‌است.
ماردر در طول دوران تولید فقط برای ارتش آلمان غربی ساخته شده و به کشور دیگری صادر نشد اما پس از از رده خارج شدن این خودرو تعدادی از آنها بیش از ۲۰۰ عراده از آنها به شیلی و ۵۰ عراده به اندونزی فروخته شده‌است. ضمن اینکه آرژانتینی‌ها هم از دهه ۱۹۸۰ تحت لیسانس آلمان به تولید داخلی خانواده‌ای از زره‌پوش‌ها (شامل تانک، خودرو جنگی پیاده‌نظام، نفربر، توپ خودکششی، خمپاره‌انداز خودکششی، راکت‌انداز خودکششی، آمبولانس و خودرو تعمیر و بازیابی) با استفاده از شاسی و طرح کلی ماردر اقدام کردند.